# 필리핀 독립교회
필리핀 독립교회(Philippine Independent Church)는 본래 로마가톨릭의 사제였던 그레고리오 아글리파이가 호세 리살에 대한 파문과 필리핀인 억압에 가톨릭교회가 냉소적으로 대처한것에 대한 반발로 창시한 독립 가톨릭교회이다. 구 가톨릭교회와 완전한 상통관계에 있다.